# Halta Lottas krog (film)
Halta Lottas krog är en svensk komedifilm från 1942 i regi av Torsten Lundqvist.

## Handling
Handlingen kretsar kring en grupp meniga soldater inom det svenska försvaret.

## Om filmen
Lundqvist skrev filmens manus tillsammans med J.A. Wemmerlöv. Ernfrid Ahlin gjorde musiken, Elner Åkesson var fotograf och Tage Holmberg klippte. Produktions- och distributionsbolag var AB Svea Film. 
Filmen hade premiär den 26 december 1942 på en rad olika biografer runt om i Sverige. Den var barntillåten.

## Rollista
- Åke Grönberg – Åke, menig
- Marianne Löfgren – Charlotta "Lotta" Strand
- Lasse Dahlquist – löjtnant Dalander
- Emy Hagman – Eva Hagberg
- Rune Halvarsson – Nisse Nilsson
- Julia Cæsar – kock på värdshuset
- Gunnar Ekwall – Jöns Gunnar Alrik Ekberg, menig
- Peter Höglund – Kalle Karlsson, menig
- Willy Peters – Kristian Hultcrantz
- Tom Walter – furir Friman
- Ludde Juberg – positivhalare, langare
- Carl Hagman – major Kling, revisor
- Magnus Kesster – Stor-Klas, spritlangare
- Birger Sahlberg – August, anställd på värdshuset
- Mary Gräber – Kristin, anställd på Turturduvan

Ej krediterade
- Helga Hallén – Anna-Klara, anställd på värdshuset
- Ingemar Holde – Bernhard, menig
- Ragnar Widestedt – kapten Widegren
- Nancy Dalunde – Kalle Karlssons fru
- Millan Lyxell – chef för luftbevakningsstationen
- Stina Ståhle – luftbevakare
- Gunnel Wadner – Sonja, luftbevakare
- Wilma Florice – Stina, luftbevakare
- Ulla Norberg – Britta, luftbevakare
- Astrid Bodin – lokalbo
- Karl Kinch – byggmästare
- Stig Johanson – menig
- Bertil Sjödin – officer på värdshuset
- Hilmer Peters – menig
- Einar Hylander – första startande i orienteringstävlingen
- Erik Forslund – gäst på kabareten

## DVD
Filmen gavs ut på DVD 2014.

### Fotnoter
1. 1 2 3  ”Halta Lottas krog”. Svensk Filmdatabas. http://sfi.se/sv/svensk-filmdatabas/Item/?itemid=4012&type=MOVIE&iv=Basic&ref=/templates/SwedishFilmSearchResult.aspx?id%3d1225%26epslanguage%3dsv%26searchword%3dhalta+lottas+krog%26type%3dMovieTitle%26match%3dBegin%26page%3d1%26prom%3dFalse. Läst 10 februari 2013.